# Wilhelm Stracke
Wilhelm Stracke (* 13. Mai 1880 in Soest; † 21. August 1951 in Brilon) war ein deutscher Kommunalpolitiker und ehrenamtlicher Landrat (Zentrum).

## Leben und Beruf
Nach dem Schulbesuch absolvierte er eine kaufmännische Ausbildung. Anschließend war er bei den Vereinigten Elektrizitätswerken Westfalen tätig.
Er war verheiratet und hatte vier Kinder.

## Abgeordneter
Dem Kreistag des ehemaligen Landkreises Brilon gehörte er vom 13. Oktober 1946 bis zum 21. August 1951 an. Mitglied des Rates der Stadt Brilon war Stracke von 1946 bis 1951.

## Öffentliche Ämter
Vom 28. Oktober 1949 bis zum 28. November 1950 war er Landrat des Landkreises Brilon. Außerdem war Stracke vom 25. Oktober 1948 bis zum 12. März 1951 Bürgermeister in Brilon.